# Ben Falaniko
Ben Falaniko (20 luglio 1979) è un ex calciatore samoano americano, di ruolo attaccante.

## Biografia
Stando ad alcune fonti potrebbe essere nato nel 1985.

## Nazionale
Era titolare durante la partita Australia-Samoa Americane 31-0, uscendo poi all'84º minuto per Darrell Ioane.